# Gondos Izidor
Gondos Izidor, 1907-ig használt születési nevén Scheer Izidor (Pest, 1872. április 2. – Eger, 1930. február 2.) zsidó származású magyar építőmester, műépítész.

## Élete
Scheer Gottlieb vendéglős és Stein Hermin (Minna) elsőszülött fiaként született. Az állami felső építő ipariskolában szerzett építőmesteri képesítést (1889–1893), majd a bécsi műegyetemen tanult. Sok bérházat, üzletházat, de üzemépületet is tervezett.
Rendszeresen indult építészeti tervpályázatokon is: pl. 1898-ban Vágó Lászlóval és Vágó Józseffel a lipótvárosi zsinagóga pályázatán, a következő évi szűkebb pályázaton viszont már Pollák Manóval közösen vettek részt. 1902-ben Margó Ede szobrászművésszel közös munkát adtak be a Vörösmarty szobor pályázaton. Több mint két évig, 1903 és 1905 között felső építő ipariskolai évfolyamtársával Fischer Józseffel társult viszonyban dolgozott, ezalatt három bérházuk épült meg, a belvárosi Staffenberger-ház, a Piarista utca 6. szám alatt, a Finger-ház a Hajós utca 41. szám alatt, a Breuer-ház a Garibaldi utca 7. szám alatt, és három családi ház, Móry Ernőnek a Gellérthegy utca 19., Fischer feleségének Gillming Olgának, a Naphegy utca 36., Pollák Manónak a Margit utca 11. Fonyód-Bélatelepen a Sirály szálló építésére a megbízást pályázat útján nyerték el. Több pályázaton is elindultak 1903-ban, az Erzsébet királyné emlékmű, a pozsonyi posta és távírda és a pécsi városháza tervpályázatán, utóbbin 2. díjat értek el. Radnai Béla szobrászművésszel közösen 1. díjat nyertek a pozsonyi Petőfi szobor pályázaton 1904-ben. 1908-ban ismét Pollák Manóval közösen indultak a Belvárosi Takarékpénztár tervpályázatán. 1927-ben egyike volt azon kevés magyar építésznek, akik részt vettek a Nemzetek Palotája (Genf) nemzetközi pályázatán.
Sírja a Kozma utcai izraelita temetőben található (3/J-67-6a).

## Ismert épületei

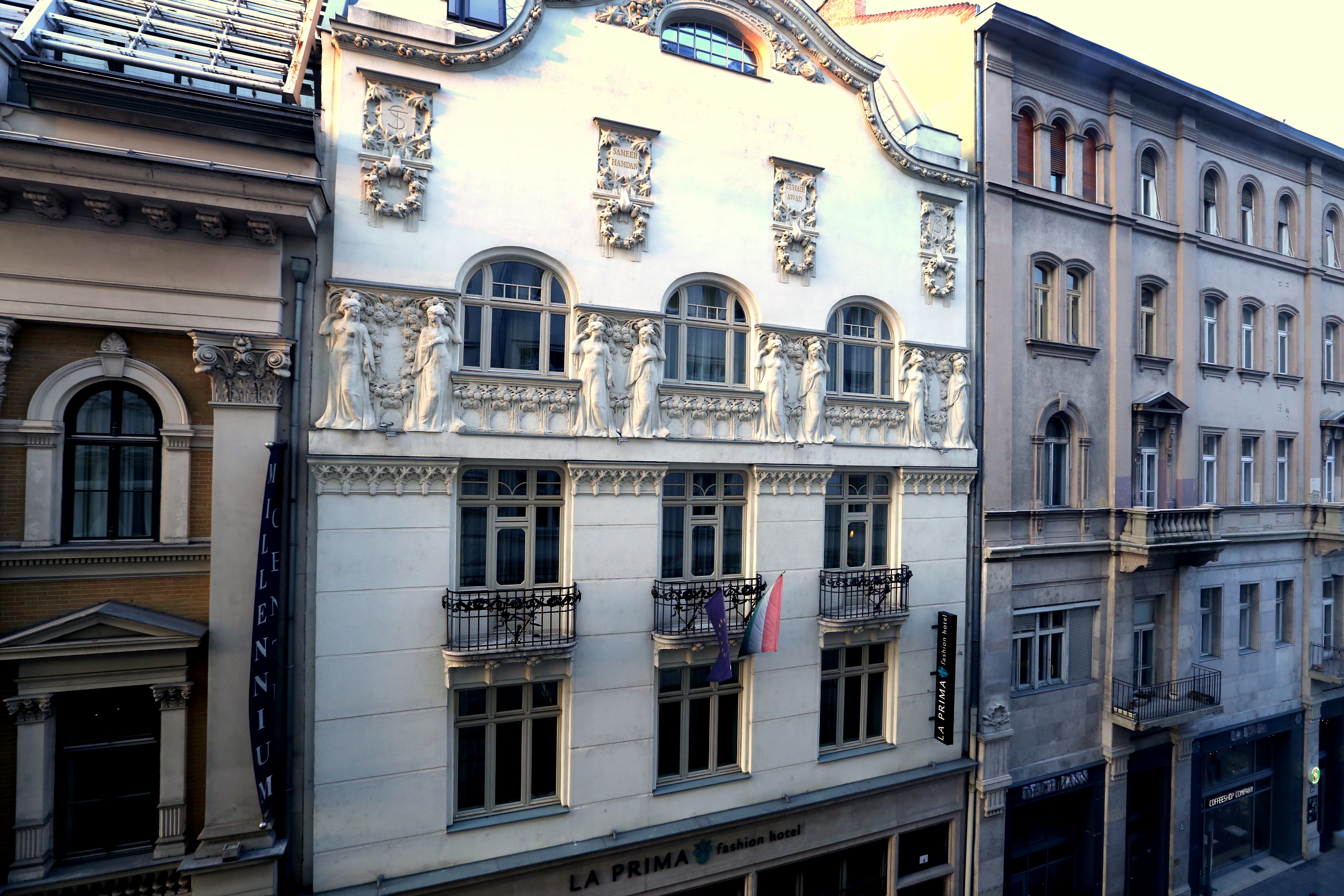
A Staffenberg-ház

- 1904–1905: Staffenberg-ház, Budapest, Piarista u. 6. (Fischer Józseffel közösen)[6][7]
- 1905: Tlach-Keil- / Finger-ház, Budapest, Hajós utca 43. (Fischer Józseffel közösen)[7][8]
- Breuer-ház, Budapest, Garibaldi utca 7. (Fischer Józseffel közösen)
- Móry-ház, Budapest, Gellérthegy utca 19. (Fischer Józseffel közösen)
- Gillming-ház, Budapest, Naphegy utca 36. (Fischer Józseffel közösen)
- Pollák-ház, Budapest, Margit utca 11. (Pollák Manóval közösen)

### Tervben maradt épületek
- 1898: Lipótvárosi zsinagóga, Budapest, Szalay utca (Vágó Lászlóval és Vágó Józseffel közösen)[9]
- 1903: Erzsébet királyné budapesti emlékműve, Budapest (Fischer Józseffel közösen)[7]
- 1904: Városháza, Pécs (Fischer Józseffel közösen)[7]
- 1904: Postapalota, Pozsony (Fischer Józseffel közösen)[7]
- 1908: Petőfi szobor építészeti kiképzése, Pozsony (Fischer Józseffel és Radnai Béla szobrászművésszel közösen)[7]
- 1908: Belvárosi Takarékpénztár, Budapest, Ferenciek tere (Pollák Manóval közösen)
- 1927: Nemzetek Palotája, Genf